# Finał Pucharu Polski w piłce nożnej 2015
Finał Pucharu Polski w piłce nożnej 2015 – mecz piłkarski kończący rozgrywki Pucharu Polski 2014/2015 oraz mający na celu wyłonienie triumfatora tych rozgrywek, który został rozegrany 2 maja 2015 roku na Stadionie Narodowym w Warszawie, pomiędzy Lechem Poznań a Legią Warszawa. Trofeum po raz 17. wywalczyła Legią Warszawa.

## Droga do finału
| Lech Poznań | Lech Poznań                   | Lech Poznań | Runda       | Legia Warszawa | Legia Warszawa             | Legia Warszawa |
| Data        | Przeciwnik                    | Wynik       | Runda       | Data           | Przeciwnik                 | Wynik          |
| ----------- | ----------------------------- | ----------- | ----------- | -------------- | -------------------------- | -------------- |
| 24.09.2014  | Wisła Kraków                  | 2:0         | 1/16 finału | 24.09.2014     | Miedź Legnica              | 4:0            |
| 30.10.2014  | Jagiellonia Białystok         | 4:2 pd.     | 1/8 finału  | 30.10.2014     | Pogoń Szczecin             | 3:1 pd.        |
| 03.03.2015  | Znicz Pruszków                | 5:1         | Ćwierćfinał | 12.02..2015    | Śląsk Wrocław              | 1:1            |
| 18.03.2015  | Znicz Pruszków                | 1:0         | Ćwierćfinał | 05.03.2015     | Śląsk Wrocław              | 1:1 (k. 3:1)   |
| 01.04.2015  | Błękitni Stargard Szczeciński | 3:1         | Półfinał    | 01.04.2015     | Podbeskidzie Bielsko-Biała | 4:1            |
| 09.04.2015  | Błękitni Stargard Szczeciński | 1:5 pd.     | Półfinał    | 08.04.2015     | Podbeskidzie Bielsko-Biała | 2:0            |

## Tło
W finale rozgrywek spotkali się jego faworyci, lider oraz wicelider ekstraklasy 2014/2015: odpowiednio Legia Warszawa oraz Lech Poznań. Oba kluby spotkały się w finale rozgrywek po raz piąty w historii.

## Mecz

### Przebieg meczu
Mecz finałowy odbył się 2 maja 2015 roku o godzinie 16:00 na Stadionie Narodowym w Warszawie. Sędzią głównym spotkania był Daniel Stefański. Wynik meczu został otwarty już w 20. minucie, gdy obrońca drużyny Wojskowych, Tomasz Jodłowiec próbował upilnować zawodnika drużyny przeciwnej, Zaura Sadajewa, w efekcie czego pechowo skierował piłkę do własnej bramki. Jednak w 30. minucie ten sam zawodnik po dośrodkowaniu Michała Kucharczyka z rzutu rożnego, skierował piłkę do bramki drużyny przeciwnej, doprowadzając tym samym do wyrównania.
Druga połowa meczu zdecydowanie należała do drużyny Wojskowych. W 55. minucie Tomasz Brzyski dograł do Marka Saganowskiego, który po dobitce z najbliższej odległości pokonał bramkarza drużyny Kolejorza, Macieja Gostomskiego, w ten sposób wychodząc na prowadzenie na 2:1, mimo natychmiastowych sygnalizacji zawodników drużyny Kolejorza o pozycji spalonej Marka Saganowskiego.
Potem drużyna Wojskowych miała podwyższyć wynik, który jednak nie uległ zmianie, natomiast w 89.minucie w starciu z Barrym Douglasem poważnie ucierpiał Michał Żyro, który tym samym został zmieniony przez Jakuba Koseckiego.

### Szczegóły meczu
| 2 maja 2015 16:00 UTC+2 | Lech Poznań · Jodłowiec 20' (sam.) | 1:21:1Raport | Legia Warszawa · 30' Jodłowiec · 55' Saganowski | Stadion Narodowy, Warszawa Widzów: 45 322 Sędzia: Daniel Stefański (Bydgoszcz) |
|                         |                                    |              |                                                 |                                                                                |

|               |    |                   |          |     |
|               |    |                   |          |     |
| BR            | 33 | Maciej Gostomski  |          |     |
| OB            | 4  | Tomasz Kędziora   |          |     |
| OB            | 35 | Marcin Kamiński   |          |     |
| OB            | 23 | Paulus Arajuuri   |          |     |
| OB            | 3  | Barry Douglas     | 55', 88' |     |
| PO            | 6  | Łukasz Trałka     | 44'      |     |
| PO            | 7  | Karol Linetty     |          | 68' |
| PO            | 24 | Dawid Kownacki    |          |     |
| PO            | 19 | Kasper Hämäläinen |          |     |
| PO            | 8  | Szymon Pawłowski  |          | 79' |
| NA            | 95 | Zaur Sadajew      |          | 72' |
| Rezerwowi:    |    |                   |          |     |
| BR            | 1  | Jasmin Burić      |          |     |
| OB            | 5  | Tamás Kádár       |          |     |
| PO            | 16 | Darko Jevtić      |          | 68' |
| OB            | 25 | Luis Henríquez    |          |     |
| PO            | 28 | Dariusz Formella  |          | 72' |
| PO            | 77 | Muhamed Keita     |          | 79' |
| NA            | 88 | Arnaud Djoum      |          |     |
| Trener:       |    |                   |          |     |
| Maciej Skorża |    |                   |          |     |

|              |    |                     |     |         |
|              |    |                     |     |         |
| BR           | 12 | Dušan Kuciak        |     |         |
| OB           | 28 | Łukasz Broź         |     |         |
| OB           | 25 | Jakub Rzeźniczak    |     |         |
| OB           | 15 | Iñaki Astiz         |     |         |
| OB           | 17 | Tomasz Brzyski      |     |         |
| PO           | 21 | Ivica Vrdoljak      |     |         |
| PO           | 3  | Tomasz Jodłowiec    |     |         |
| PO           | 6  | Guilherme           |     | 37'     |
| PO           | 8  | Ondrej Duda         | 61' | 79'     |
| PO           | 18 | Michał Kucharczyk   | 65' |         |
| NA           | 9  | Marek Saganowski    |     |         |
| Rezerwowi:   |    |                     |     |         |
| BR           | 34 | Arkadiusz Malarz    |     |         |
| OB           | 4  | Igor Lewczuk        |     |         |
| OB           | 19 | Bartosz Bereszyński |     |         |
| PO           | 20 | Jakub Kosecki       |     | 89'     |
| PO           | 33 | Michał Żyro         |     | 37' 89' |
| PO           | 16 | Michał Masłowski    |     | 79'     |
| PO           | 45 | Adam Ryczkowski     |     |         |
| Trener:      |    |                     |     |         |
| Henning Berg |    |                     |     |         |

| Zdobywca Pucharu Polski 2014/2015 |
| --------------------------------- |
| Legia Warszawa 17. Tytuł          |

## Po meczu
Triumfatorem rozgrywek została Legia Warszawa, dla której to był 5. finał wygrany z rzędu, w którym grała. Tydzień później, 9 maja 2015 roku, w 31. kolejce ekstraklasie 2014/2015, na Stadionie Wojska Polskiego w Warszawie, Lech Poznań wygrał 2:1 z Legią Warszawa, obejmując tym samym prowadzenie w tabeli ligowej, a ostatecznie zdobywając mistrzostwo Polski w sezonie 2014/2015.